# PubChem

PubChem 로고

PubChem 또는 펍켐(PubChem)은 화학 분자 및 생물학 논문에 대한 활동의 데이터베이스이다. 이 체계는 미국 국립 보건원(NIH)의 일부인 미국 의학 도서관(NLM)의 한 구성 요소인 미국 국립생물공학정보센터(NCBI)가 관리하고 있다. PumChem은 웹 사용자 인터페이스를 통해 무료로 접근할 수 있다. FTP를 통하여 수백만 가지의 화합물 구조와 설명 자료를 내려받을 수 있다. 80군데가 넘는 업체들이 PubChem 데이터베이스의 성장에 기여하고 있다.

## 데이터베이스
PubChem은 2011년 1월 7일 기준으로, 세 개의 유동적인 주요 데이터베이스를 구성하고 있다:
- 화합물: 31,000,000건의 항목 (순수 화합물, 특징이 있는 화합물 포함)[2]
- 일반 물질: 75,000,000건의 항목 (혼합물, 추출물, 배위 화합물 포함)[3]
- 바이오에세이(BioAssay) 생리활동의 결과물: 수백만 건의 값[4]

펍켐(PubChem)은 특히 유사구조참조(Find Similar Structures)기능을 지원하고 있다.

## 펍켐CID
펍켐 CID(PubChem CID)는 신속하고 방대한 자료량에서뿐만아니라 이러한 자료들의 체계적이고 과학적인 구축에서 수많은 기관,전문가들이 참여하고 이용하는 데이터베이스의 근간을 이루는 고유식별번호이다.

## 같이 보기
- 화학 데이터베이스